# 清水博 (アメリカ研究者)
清水 博（しみず ひろし、1907年9月23日 - 1993年8月10日）は、日本の歴史学者、立教大学名誉教授。専門はアメリカ史。

## 略歴
東京都出身。東京帝国大学卒。第四高等学校講師、1949年立教大学文学部史学科教授に就任。1972年～1974年、アメリカ学会第５代会長。立教大学での教え子に、カナダ史研究者の大原祐子がいる。1976年国際商科大学教授。1985年退職。
アメリカ学会は、1996年、清水を記念する「清水博賞」を創設した。

## 著書

### 単著
- 『太平洋に於ける経済的現勢』富士出版社 1941
- 『アメリカ及びアメリカ人の研究』隆文堂 1943
- 『アメリカの歴史』福村書店 1951 (中学生歴史文庫)
- 『アメリカ合衆国の発展』至文堂 1960 (世界史新書)
- 『世界の歴史 17 アメリカ合衆国の発展』講談社 1978.3

### 共編著
- 『世界各国史 8 アメリカ史 8版』山川出版社 1961.1
- 『世界の歴史 10 市民革命の時代』社会思想社 1974 (現代教養文庫)

### 翻訳
- ロースロツプ・スツダード『苦境に立てるアメリカ外交』斯文書院 1934.6
- リチャード・B.モリス 『合衆国の歴史 第1巻 新大陸 先史時代-1774年』時事通信社 1965
- T.ハリー・ウィリアムズ 『合衆国の歴史 第5巻 連邦の危機 1849-65年』時事通信社 1966
- ウィリアム・E.ロイヒテンバーグ 『合衆国の歴史 第11巻 ニューディールと世界戦争 1933年-1945年』 時事通信社 1966
- フランク・シスルスウェイト『偉大なる実験 イギリス人の合衆国史』時事通信社 1966 (時事新書)
- コンスタンス・M.グリーン 『アメリカ都市発展史』時事通信社 1971 (時事新書)
- C.V.ウッドワード 『アメリカ人種差別の歴史』 長田豊臣,有賀貞共訳 福村出版 1977.5
- J.M.S.ケアレス 『カナダの歴史 大地・民族・国家』 大原祐子共訳 山川出版社 1978.4

## 参考
- 清水博先生追悼〔含 略歴・主要著書〕「史苑」1994-3